# Lu (Italia)
Lu (Lu in piemontese, pronuncia IPA /ly/), noto anche come Lu Monferrato, è stato un comune italiano di 1 106 abitanti della provincia di Alessandria in Piemonte. Dal 1º febbraio 2019 si è fuso col vicino comune di Cuccaro Monferrato a formare il nuovo comune di Lu e Cuccaro Monferrato, del quale è capoluogo.
Deteneva, con Ne, Re e Vo', il record del nome di comune italiano più corto (2 lettere).

## Geografia fisica
Si trova nel Basso Monferrato Casalese e occupa una superficie di 2170 ettari. Dal punto di vista geografico, Lu è al centro di due triangoli: a circa 20 chilometri da Alessandria, Casale Monferrato e Asti e a circa 100 chilometri da Torino, Milano e Genova.

## Origini del nome
Il nome del comune ha dato luogo a una serie di tradizioni con cui si è tentato di giustificare un nome così strano (LV come Lega Quinta, Legio Quinta, 55º miglio ecc.), priva tuttavia di fondamento. 
L'analisi storica, toponomastica e linguistica è ormai giunta alla conclusione che il nome di Lu derivi dalla contrazione di Lucus, termine latino con cui i Romani chiamavano genericamente i boschi sacri alle divinità, che spesso racchiudevano un tempietto-sacrario dedicato agli dèi.  Nei primi documenti storici, per fare riferimento alla collina su cui sorgeva l'attuale Lu si fa riferimento a nomi come Lugo, Castrum Lugi, Luh, Luco, Luno. Quindi è molto probabile che "Lu" sia una contrazione di questi nomi. 
Che da Lucus derivi Lu non deve apparire strano, come ha dimostrato Franco Zaio, come normale evoluzione del suono latino nel suono piemontese (e come confermò anche Camillo Brero, cultore della lingua piemontese). Visto che generalmente il termine latino Lucus viene associato ad un contesto locale (Lucus Maricorum per Bosco Marengo ad esempio) e che il luogo sorga in cima ad un colle e non in un luogo piano e boscoso un'altra possibile origine potrebbe essere quella che il toponimo derivi dalla divinità gallica Lúg, come suggerirebbero anche i nomi Lugi, Lugo, Luh con cui in passato è stato riportato il luogo il cui nome veniva letto proprio "Lu". Al dio venivano consacrati i colli come testimonia ad esempio la collina del Fourvière a Lugdunum, l'odierna Lione, ed è comune a diversi centri diffusi in Spagna, Francia e Italia settentrionale (vedi Lugo).

## Storia

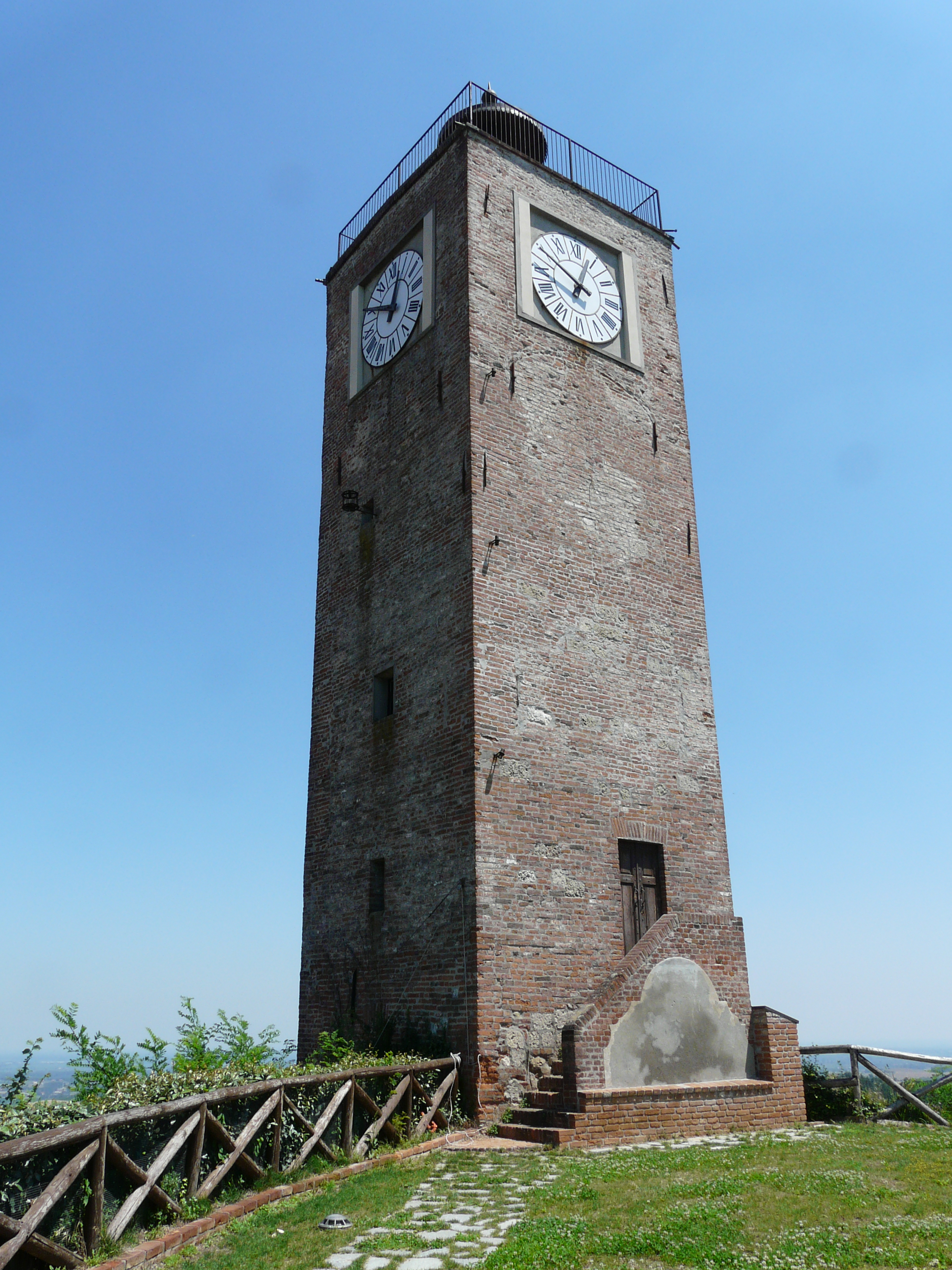
La torre di Lu

La preistoria di Lu deve essere ricercata lungo il corso del torrente Grana, dove sorgeva (secc. I-IV) la Villa Romana dei Metilii (da cui deriverebbe il nome Mediliano). In questa zona è stata rinvenuta un'area funeraria paleocristiana (secc. V-VIII) da cui è emersa la più antica epigrafe cristiana tra quelle riaffiorate nel Piemonte meridionale. Recenti studi archeologici hanno sottolineato l'importanza della pieve carolingia di San Giovanni di Mediliano (secc. IX-X). In quella stessa zona, secondo la tradizione, avvenne il miracolo del campo di grano maturo in gennaio: da allora San Valerio martire è diventato patrono del paese.
Le vicende storiche di Lu sono le stesse dell'intero Monferrato Casalese: insediamenti celtici, romani, franchi, seguiti poi dal dominio degli Aleramici, dei Paleologi, dei Gonzaga, dei Savoia. 
La prima attestazione del paese è del 1028, dove compare con il nome di Lugo. L'attuale paese di Lu nasce come curtis (azienda agricola organizzata) nei secoli XI-XII sul più alto dei colli circostanti, successivamente (sec. XIII) diventa un vero e proprio castrum (deposito agricolo e baluardo militare) e infine (sec. XIII) un borgo con piazze, rioni e chiese (San Pietro, San Nazario, San Giacomo), il tutto racchiuso da un'ampia cinta muraria. Per la sua posizione strategica (la più alta collina del basso Monferrato Casalese e la posizione di guardia rispetto alla pianura alessandrina) fu possesso ambìto dai vari nemici che si affrontarono su queste terre, provocando spesso distruzioni e miseria (come il conflitto tra Paleologi e Marchese di Saluzzo nel Trecento, ed il conflitto franco-asburgico nel Cinquecento). Nonostante le distruzioni dei vari predoni (antichi e moderni), la struttura urbana si è mantenuta abbastanza integra fino ai giorni nostri, e dà modo di riconoscere strade, palazzi, contrade e chiese citate nei documenti antichi.

### Simboli
Lo stemma del comune di Lu era stato concesso con D.P.R. del 26 dicembre 1963.
e si blasonava: d'argento, al crescente d'azzurro, accompagnato da tre stelle di cinque punte dello stesso, due in capo e una in punta.
La luna sullo scudo è posta per l'assonanza con il nome del paese.

## Monumenti e luoghi d'interesse

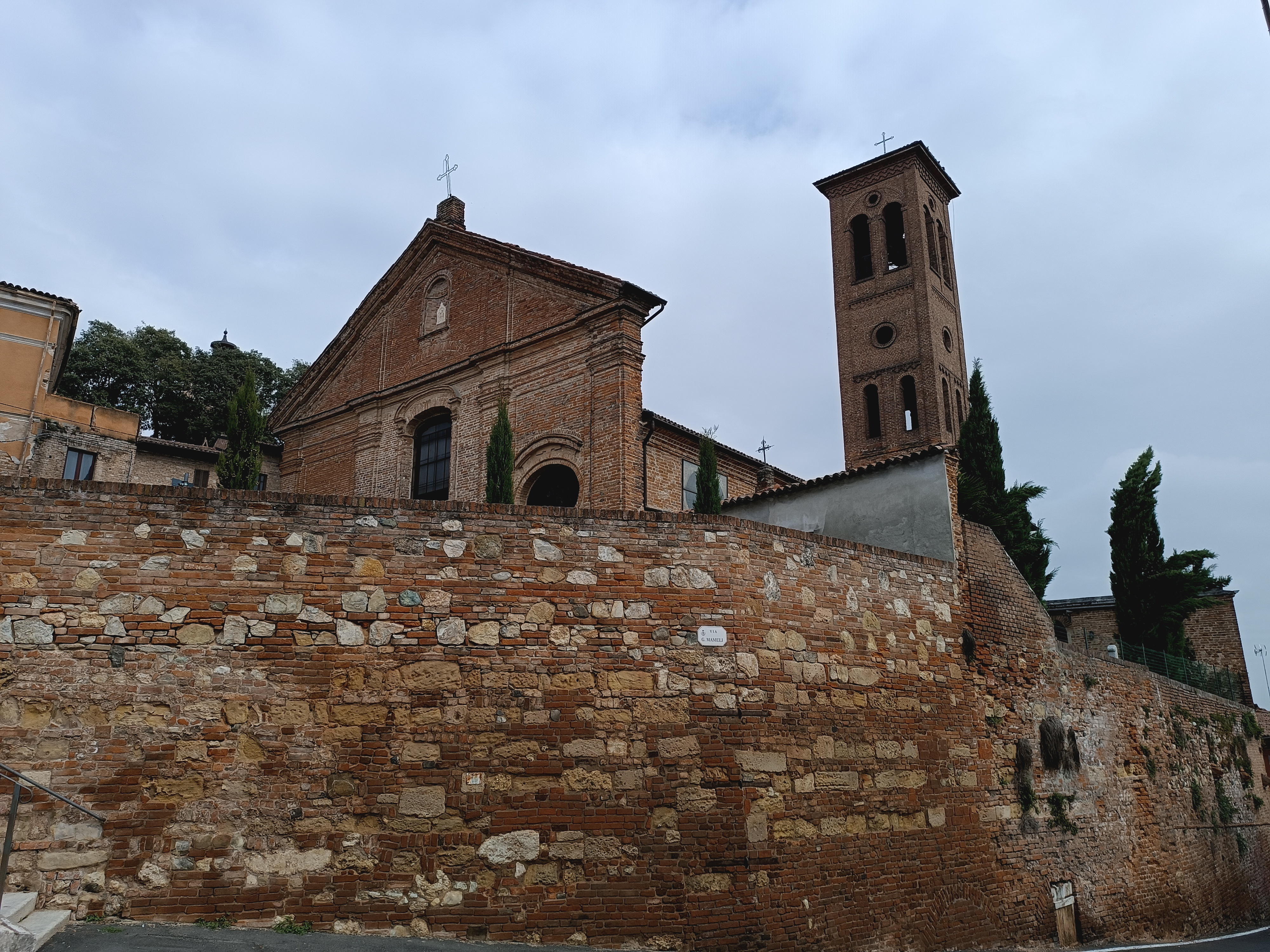
Chiesa S.Nazario e campanile

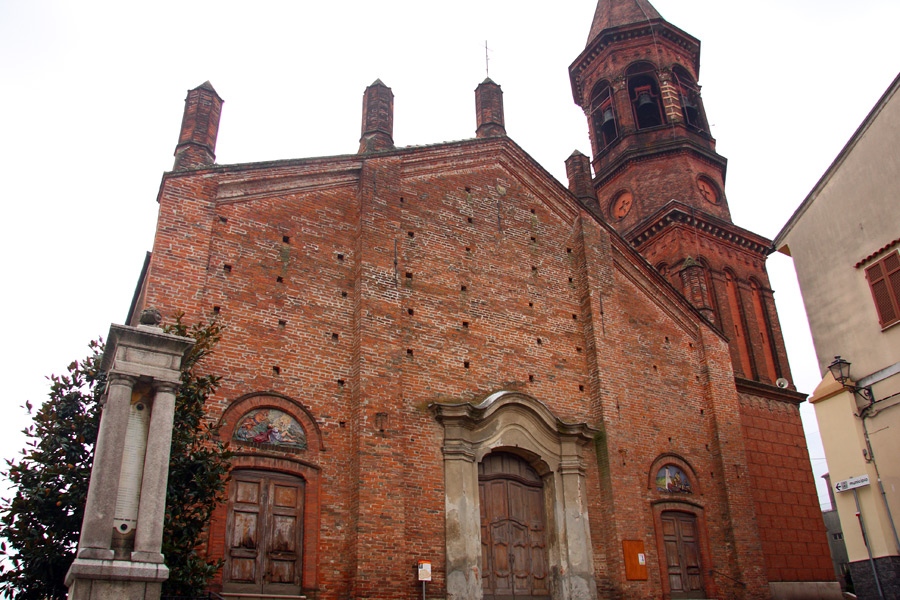
Parrocchiale di Santa Maria Nuova

Sul territorio luese sono presenti una decina di chiese. Le più rilevanti dal punto di vista storico ed artistico sono:
- l'antica pieve di San Giovanni di Mediliano, fuori paese nell'allora primitivo nucleo di fondazione del paese. Fondata tra il VII e il IX secolo, in età carolingia, cui risale la doppia abside. Nel 1479 tutti i diritti dell'antica pieve furono trasferiti alla chiesa di Santa Maria Nuova, all'interno del borgo che si era sviluppato sulla collina[6].
- la chiesa di San Nazario, probabilmente eretta nella seconda metà del XII secolo
- la chiesa di San Giacomo, sorta all'inizio del XIII secolo e ricostruita più volte nel corso dei secoli
- la chiesa parrocchiale di Santa Maria Nuova, in stile romanico-gotico, fu costruita nel 1479 su una preesistente chiesa intitolata a San Pietro, risalente all'XI secolo.
 L'antica chiesa si trova ancora sotto la navata centrale della parrocchiale e nel 1721 fu re-intitolata a San Valerio quando vi furono poste le spoglie del santo, ritrovate nei dintorni del paese[7]. I canonici vennero immortalati nel famoso quadro di Pier Francesco Guala I canonici di Lu (1748).

Nella casa della reggenza della chiesa di San Giacomo è allestito il museo d'arte sacra omonimo, inaugurato nel novembre 2008.
Inoltre è possibile visitare il gerbido panoramico della torre posta al centro del paese.

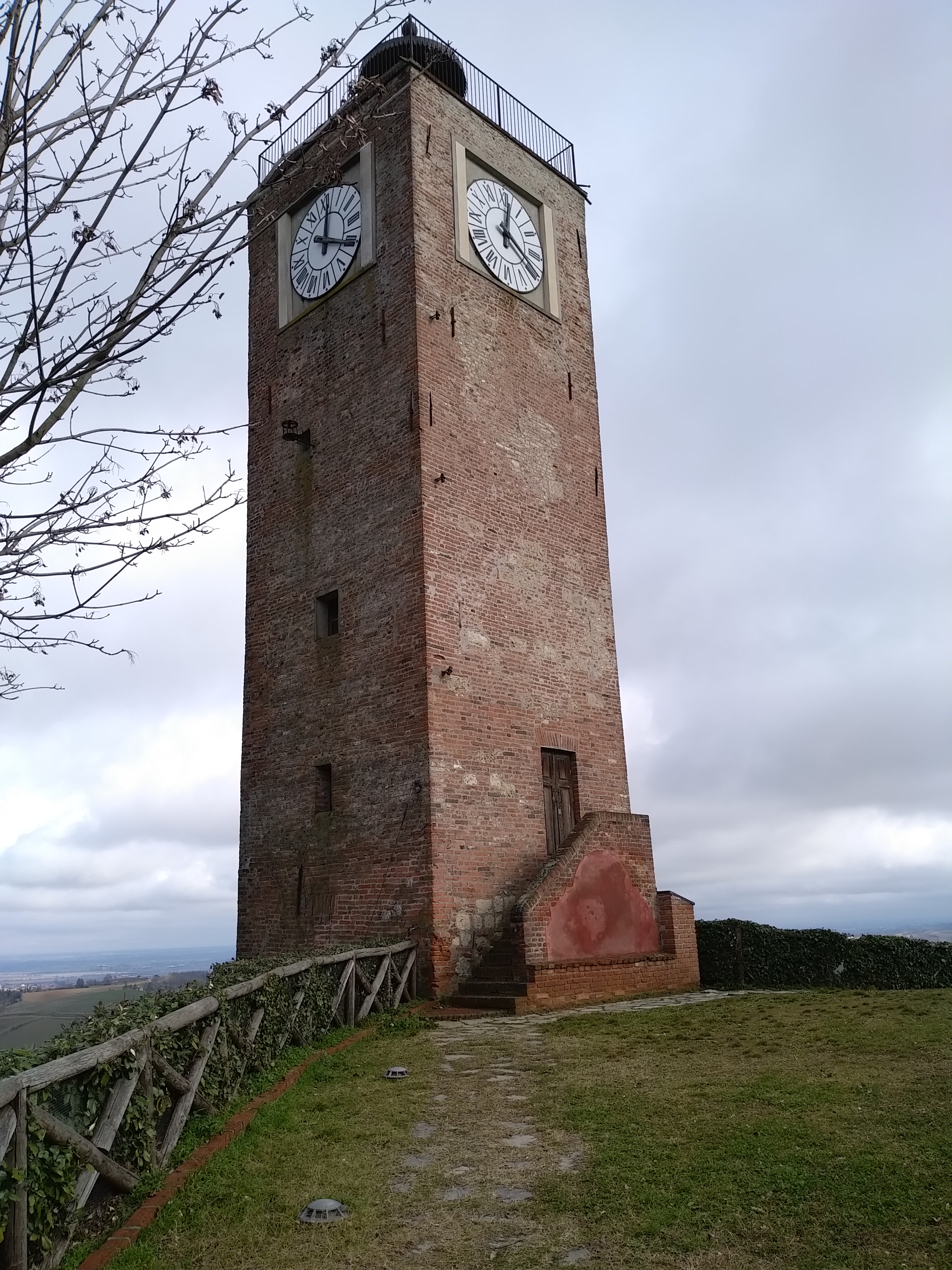
La Torre Civica posta alla sommità del centro abitato di Lu

## Società

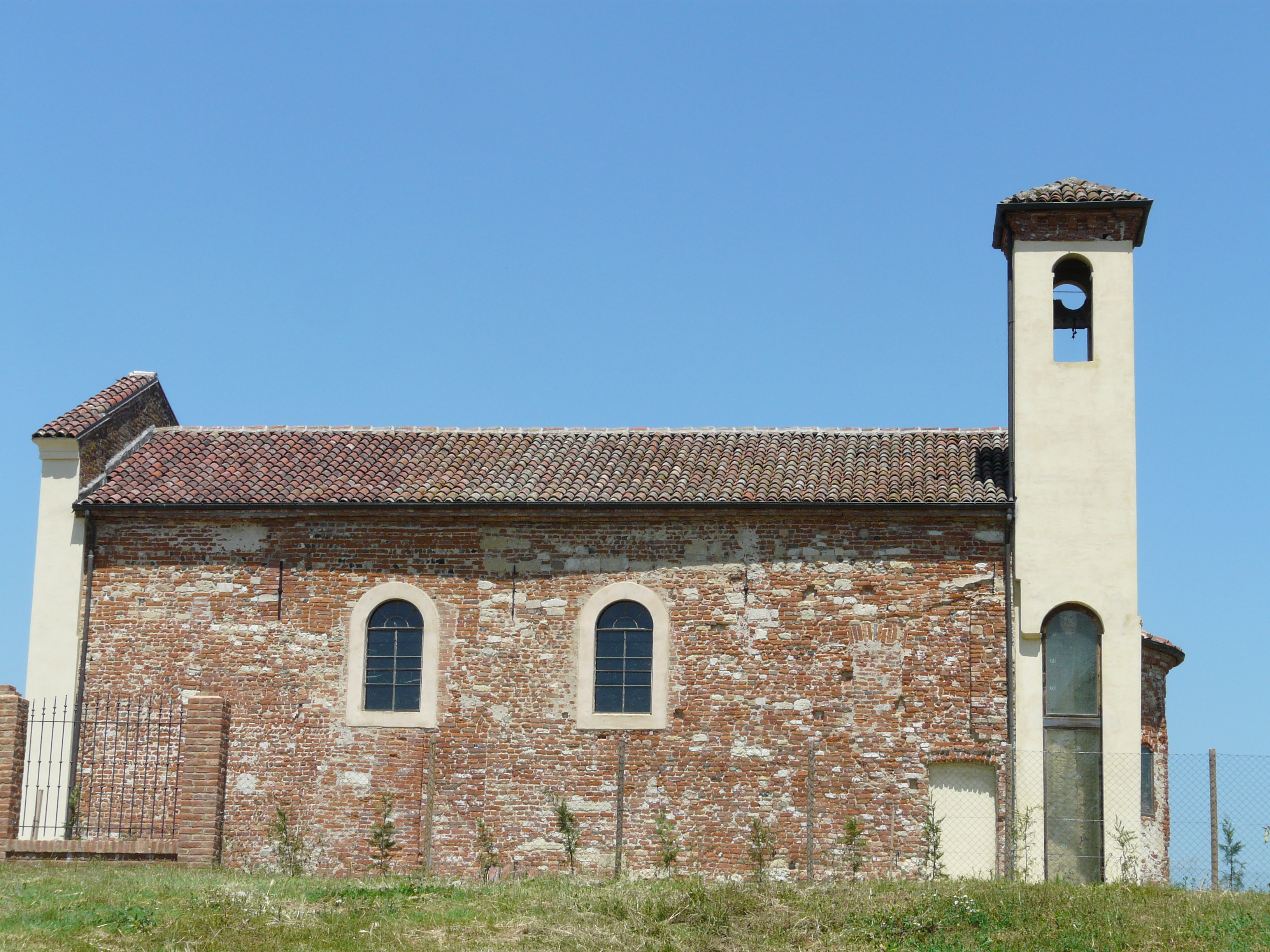
La pieve di San Giovanni di Mediliano

### Evoluzione demografica
Negli ultimi cento anni, a partire dal 1921, la popolazione residente si è ridotta del 75 %.
Abitanti censiti

### Istituzioni, enti e associazioni
Nella storia di Lu un ruolo importante ebbe la Chiesa, la cui presenza si articolò nelle parrocchie di Santa Maria Nuova (che sorse dopo le altre, nel 1479), San Nazario e San Giacomo e nella speciale vitalità di confraternite e compagnie laicali.
È su questa tradizione di impegno che si innestano le attività dell'associazionismo laico moderno: Pro Loco Luese (e Sagra dell'Uva), Associazione Culturale San Giacomo , Polifonica Monferrina, Avis Intercomunale, Asilo Infantile, Oratorio, Circolo "San Valerio" e giornale "al pais d'Lu", che dal 1976 racconta mensilmente quanto accade in paese.

## Economia

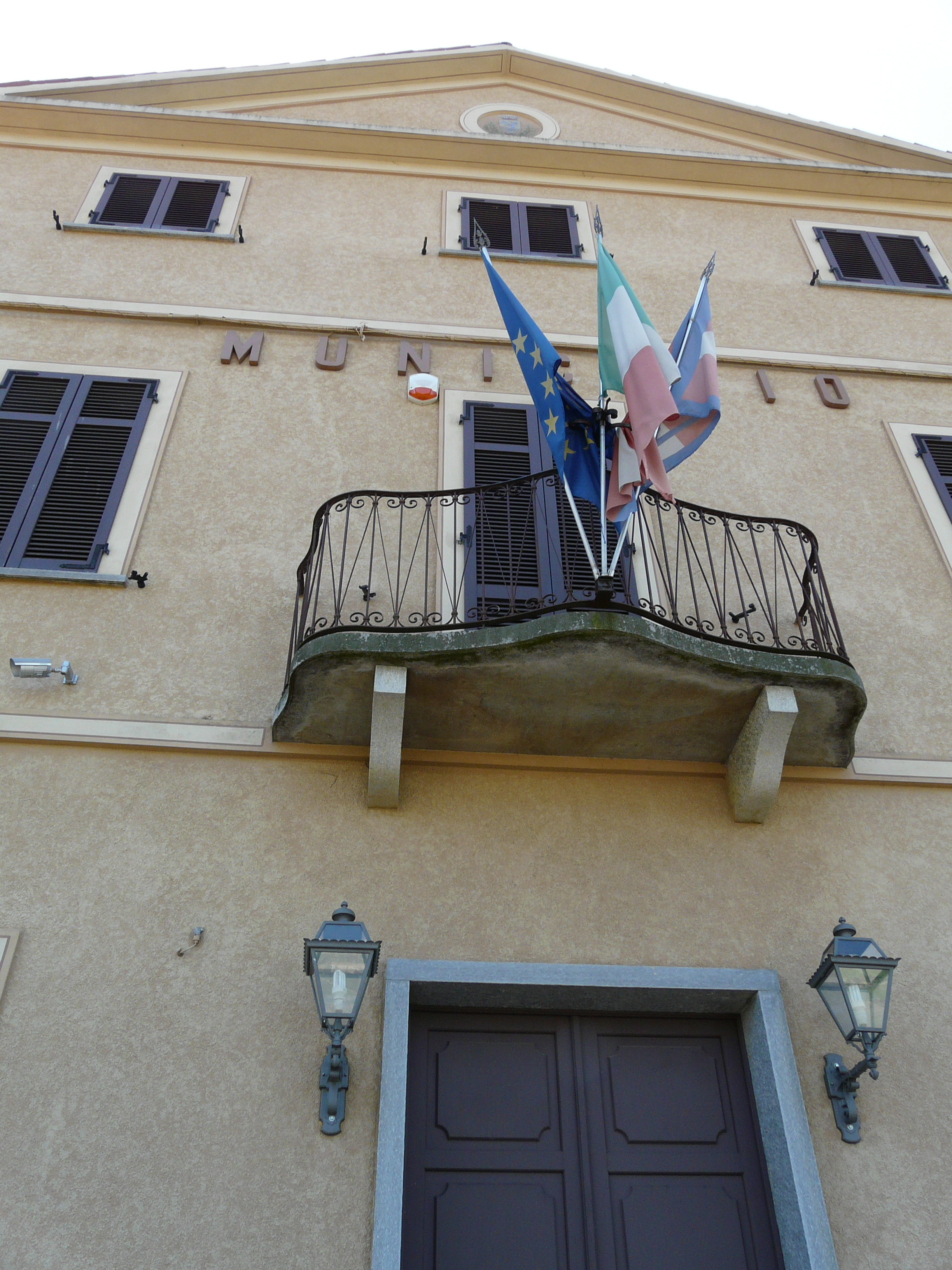
Il municipio

Dal punto di vista economico, Lu è da sempre un paese agricolo. Di un'agricoltura particolare come è quella dei terreni collinari: piccoli appezzamenti di terreno che si arrampicano sui pendici delle colline, a volte impervi a volte più dolci. È soprattutto terra di vigneti (dal 1906 esiste la Cantina Sociale), sostituiti sempre più spesso da nuove colture incentivate dall'Unione europea: alle distese di ordinati vigneti, ora si sono sostituiti campi di mais, orzo, grano, girasoli, noccioli, barbabietole, fieno. Ma Lu non è solo terra di coltivatori diretti, è anche terra di ristoratori, di operai (pendolari giornalieri verso Alessandria, Casale e Valenza) e di commercianti che alla quantità, una volta vanto di molti, stanno sostituendo la qualità dei prodotti e dei servizi offerti.
La vicinanza con la città di Valenza, famosa in Italia e nel mondo per l'arte nella lavorazione dell'oro, ha attratto molti luesi alla ricerca di un lavoro alternativo rispetto all'impegno in agricoltura.
La scommessa per il futuro è quella di valorizzare il paese puntando su turismo, cultura, paesaggio ed enogastronomia, cioè su quegli elementi che rappresentano la vera ricchezza di questo paese.

## Amministrazione
| Periodo        | Periodo                                   | Primo cittadino                | Partito                   | Carica  | Note |
| -------------- | ----------------------------------------- | ------------------------------ | ------------------------- | ------- | ---- |
| 10 giugno 1985 | 19 maggio 1990                            | Mario Trisoglio                | DC                        | Sindaco |      |
| 19 maggio 1990 | 24 aprile 1995                            | Mario Trisoglio                | DC                        | Sindaco |      |
| 24 aprile 1995 | 14 giugno 1999                            | Mario Trisoglio                | centro                    | Sindaco |      |
| 14 giugno 1999 | 14 giugno 2004                            | Antonio Ferruccio Mazzoglio    | lista civica              | Sindaco |      |
| 14 giugno 2004 | 8 giugno 2009                             | Antonio Ferruccio Mazzoglio    | lista civica              | Sindaco |      |
| 8 giugno 2009  | 26 maggio 2014                            | Valerio Ribaldone              | lista civica: per al Pais | Sindaco |      |
| 26 maggio 2014 | 31 gennaio 2019 (soppressione del comune) | Michele Filippo Fontefrancesco | Lista civica              | Sindaco |      |

## Sport

### Calcio
Il paese ha una squadra di calcio, la Bonbon Lu che milita nel girone H di Prima Categoria, nel campionato 2017/2018.

### Saggi
- G. Aldo di Ricaldone, I vini di Lu Monferrato molto graditi a tanti personaggi, Al païs d'Lü, n. 3 (1978), p. 1, Dalle carte del notaio Firuffini, che rogò a Lu tra il 1634 e il 1660, preziose notizie sui vini luesi.
- G. Aldo di Ricaldone, La cappella di San Rocco - presso la porta di Montalto - distrutta nel 1582, Al païs d'Lü, su lumonferrato.com. URL consultato il 26 marzo 2022 (archiviato dall'url originale il 5 marzo 2016). n. 5 (1982), p. 2 La chiesetta di San Rocco, il tabernacolo della chiesa di San Nazario e la confraternita del Corpus Domini.